# 集団行動
集団行動（しゅうだんこうどう）とは各種の組織・集団が、同一の目標の下に、規律のある 行動 を取ることを指す。統制（集団）行動－学校体育・警察学校・軍隊入営等の初期の授業で実施されることが多い。気をつけの姿勢、前へ倣えなどから始まり、人員点呼等もあり集団を目的地にまで円滑にすすめるには必要だとされる。

## 概要
まずここでいう集団とは行為者間のある共通目標があり、コミュニケーションでその目標が確認され、その目標達成のために役割分担を行い、役割が安定化して規範が成立し、規範を 共有 して集団の自己同一視する意識があるものとする。つまり集団行動は集団が目的を達成するためにある程度まとまって行う行動であり、流言やパニックなどは厳密には集団行動ではない。個人の自由や人権を奪う側面もある。現代社会では集団行動を強制される機会が少なくない。

## 分類

### 統制による分類
集団行動はその統制の程度から大きく統制行動と非統制行動に大別される。
- 統制行動とは集団において決められた一定の風習、慣習、規範または強制力によって促される成員の行動である。
- 非統制行動とは統制的な規範も強制力もない状態で行われる成員の行動であり、厳密には集団行動ではなく群衆行動と呼ばれ、群衆行動、乱衆行動、伝染行動に分類される。

### マッキンバーの分類
アメリカの社会学者、ロバート・マッキーバー（Robert Morrison MacIver）は関心の持ち方と関心の集中度から以下のように集団を分類し、そこから集団行動を分けている。
- 類似的な関心を個別的に持つ群集

集中的な集団行動（逃走群衆、野次馬など）
非集中的な集団行動（街頭集会、商業施設の客など）
- 共同的な関心を集団的に持つ群集

集中的な集団行動（革命の群集、私刑の群集など）
非集中的な集団行動（国家的祭典での群集など）

### ブラウンの分類
ブラウンは集団を事態に対して積極的に取り組むかどうかによって大きく区別し、集団行動を分類している。
- モッブ（mob。モブとも言う）とは能動的・積極的に事態に取り組もうとする群集である。乱集とも言う。
  - 攻撃的モッブはリンチ・テロ・暴動などの暴力行動を行う。
  - 逃走的モッブは災害などの緊急事態において避難や回避行動を行う。
  - 利得的モッブはある利益を得ようと集団が利得行動を行う。
  - 表出的モッブは集団で共通の意見や感情を吐露などを行う。
- 会衆（audience）とは事態に対して受動的・消極的に取り組もうとする群集である。聴衆とも言う。
  - 偶発的会衆は道路などにおいて偶然に同じ空間にいることによって生じる会衆である。
  - 意図的会衆は娯楽施設や映画館などにおいて生じる会衆である。

## 具体例
- 学校
  - 体育の時間
  - 学校行事
  - 学校給食
  - 部活動
  - 警察学校 - 集団行動訓練
  - 消防学校 - 集団行動訓練
  - 自衛隊 - 集団行動訓練
  - 防衛大学校 -集団行動訓練・儀杖隊・観閲行進（パレード）
  - 海上保安学校 - 集団行動訓練
  - 海上保安大学校 - 集団行動訓練
  - 日本体育大学 - 集団行動訓練
- 労働運動
  - ストライキ
- 軍隊
- マスゲーム
- 示威行進（デモ）
- 刑務所
- 少年鑑別所
- 授業

## 「集団行動」
清原伸彦（現・日本体育大学名誉教授）が集団生活の基本としてを研究・指導・開発し、日本体育大学が隔年で行う「体育研究実演発表会」で披露されるパフォーマンス。1966年に男子の「集団行動」が始まり、2011年からは女子の「集団行動」のパフォーマンスも開始した。この「集団行動」には日体大生の志願者が参加し（強制ではない）、週3日、5ヶ月間の猛特訓を行う。
清原は2014年ソチパラリンピック開会式における「集団行動」を演出・指導している。また、2019には、アイドルグループ『ラストアイドル』の冠番組の企画やシングル曲『大人サバイバー』の
演出として「団体行動」を指導している。

### 「集団行動」をとりあげたメディア
- 『トリハダ（秘）スクープ映像100科ジテン』（テレビ朝日系、2011年11月15日ほか、単独の特別番組もあり）
- 『スッキリ』（日本テレビ系、2019年11月28日・29日「スッキリTOUCH」コーナー）